# 賈因色基鎮區
賈因色基鎮區為緬甸克倫邦賈因色基縣下轄的一個鎮區，位於克倫邦南部。北臨高加力鎮區、孟邦毛淡棉縣齋馬勞鎮區，東鄰苗瓦迪縣苗瓦迪鎮區、泰國來興府，西鄰孟邦毛淡棉縣木冬鎮區、丹彪扎亞鎮區、耶鎮區，南接泰國北碧府。2014年人口196,911人，區域面積7,197.4平方公里。該鎮區轄下236個村落。賈因色基為該鎮區首府。

## 外部連結
- "Kya-In Seikkyi Google Satellite Map" （页面存档备份，存于） Maplandia World Gazetteer